# Mathieu-Jean-Baptiste Nioche de Tournay
Mathieu-Jean-Baptiste Nioche de Tournay (* 30. Dezember 1767 in Le Mans; † 7. Februar 1844 in Paris) war ein französischer Textdichter und Dramatiker.

## Leben

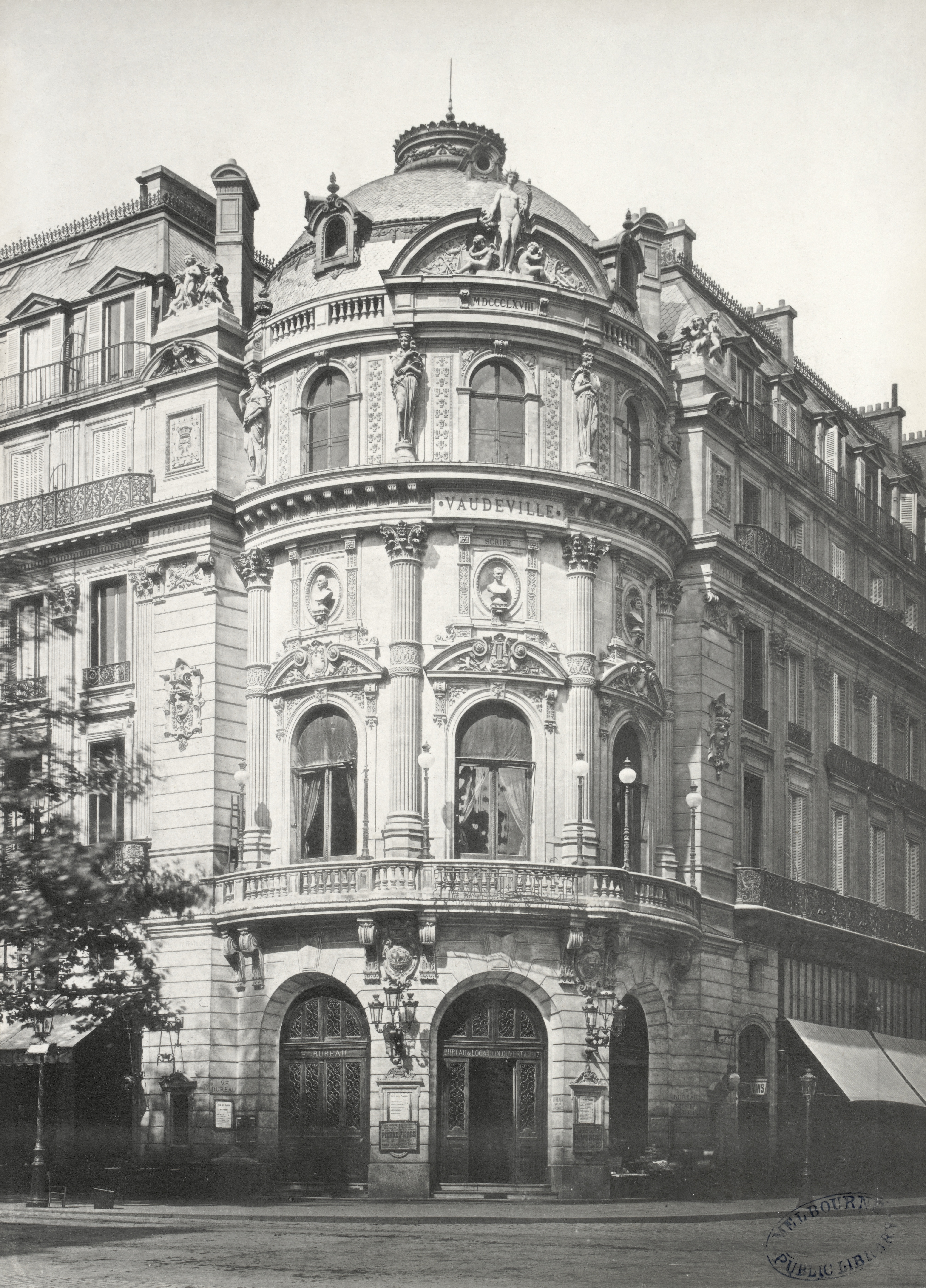
Charles Marville (Fotograf), Théâtre du Vaudeville, ca. 1853–70

Mathieu-Jean-Baptiste Nioche de Tournay, über dessen schulische Ausbildung nichts bekannt ist, war Mitarbeiter der Banque de France. In dieser Zeit verfasste er zahlreiche Bühnenstücke, die auf den größten Pariser Bühnen des 19. Jahrhunderts, wie z. B. dem Théâtre du Palais-Royal, dem Théâtre du Vaudeville oder dem Théâtre Montansier aufgeführt wurden.

## Werke
- Les avant-postes, ou L’armistice, anekdotisches Varieté in einem Akt mit Jean-Baptiste-Charles Vial, 1800[2]
- L’Abbé Pellegrin, ou la Manufacture de vers, Komödie in einem Akt gemischt mit Gesang, 1801[3]
- Le Congé, ou la Fête du vieux soldat, Unterhaltung in einem Akt, in Prosa, gemischt mit Varieté, mit Vial, 1802[4]
- Marmontel, comédie en 1 acte, en prose, mêlée de vaudevilles, mit Armand Gouffé und Pierre-Ange Vieillard, 1802[5]
- M. Seringa, ou la Fleur des apothicaires, mit Duval, 1803[6]
- Arlequin tyran domestique, enfantillage en 1 acte, mêlé de vaudevilles, mit Marc-Antoine Désaugiers et Francis baron d’Allarde, 1805[7]
- Monsieur Vautour ou Le propriétaire sous le scellé, vaudeville en 1 acte, avec Désaugiers et Georges-Louis-Jacques Duval, 1805[8]
- Le Vieux Chasseur, comédie en 3 actes, mêlée de vaudevilles, avec Désaugiers et Francis d’Allarde, 1806[9]